# Badminton ai Giochi della XXXII Olimpiade - Singolo maschile
Il torneo di singolo maschile di badminton dei Giochi della XXXII Olimpiade si è svolto dal 24 luglio al 2 agosto 2021 presso il Musashino Forest Sport Plaza di Tokyo. Vi hanno preso parte 41 atleti provenienti da 36 nazioni.
Il torneo è stato vinto dal giocatore danese Viktor Axelsen, mentre l'argento e il bronzo sono andati rispettivamente al cinese Chen Long e all'indonesiano Anthony Sinisuka Ginting.

## Formato
Le gare iniziano con un turno preliminare: gli atleti sono divisi in gruppi e ognuno sfida gli avversari del gruppo. I 14 vincitori accedono alla fase a eliminazione diretta.

## Teste di serie
1. Kento Momota
2. Chou Tien-chen
3. Anders Antonsen
4. Viktor Axelsen
5. Anthony Sinisuka Ginting
6. Chen Long
7. Jonatan Christie

1. Ng Ka Long
2. Lee Zii Jia
3. Wang Tzu-wei
4. Shi Yuqi
5. Kanta Tsuneyama
6. Bhamidipati Sai Praneeth
7. Kantaphon Wangcharoen

## Risultati

### Fase a gruppi

#### Gruppo A
| Atleta        | Pt | G | V | P | SV | SP |
| ------------- | -- | - | - | - | -- | -- |
| Heo Kwang-hee | 2  | 2 | 2 | 0 | 4  | 0  |
| Kento Momota  | 1  | 2 | 1 | 1 | 2  | 2  |
| Timothy Lam   | 0  | 2 | 0 | 2 | 0  | 4  |

| Atleta 1         | Punteggio        | Atleta 2         |
| 25 luglio, 18:00 | 25 luglio, 18:00 | 25 luglio, 18:00 |
| ---------------- | ---------------- | ---------------- |
| Kento Momota     | 2 - 0            | Timothy Lam      |
| 26 luglio, 18:40 |                  |                  |
| LHeo Kwang-hee   | 2 - 0            | Timothy Lam      |
| 28 luglio, 20:00 |                  |                  |
| Kento Momota     | 0 - 2            | Heo Kwang-hee    |

#### Gruppo C
| Atleta       | Pt | G | V | P | SV | SP |
| ------------ | -- | - | - | - | -- | -- |
| Kevin Cordón | 2  | 2 | 2 | 0 | 4  | 0  |
| Ng Ka Long   | 1  | 2 | 1 | 1 | 2  | 2  |
| Lino Muñoz   | 0  | 2 | 0 | 2 | 0  | 4  |

| Atleta 1         | Punteggio        | Atleta 2         |
| 24 luglio, 10:20 | 24 luglio, 10:20 | 24 luglio, 10:20 |
| ---------------- | ---------------- | ---------------- |
| Ng Ka Long       | 2 - 0            | Lino Muñoz       |
| 26 luglio, 14:00 |                  |                  |
| Kevin Cordón     | 2 - 0            | Lino Muñoz       |
| 28 luglio, 18:00 |                  |                  |
| Ng Ka Long       | 0 - 2            | Kevin Cordón     |

#### Gruppo D
| Atleta          | Pt | G | V | P | SV | SP |
| --------------- | -- | - | - | - | -- | -- |
| Mark Caljouw    | 2  | 2 | 2 | 0 | 4  | 1  |
| Misha Zilberman | 1  | 2 | 1 | 1 | 3  | 2  |
| B. Sai Praneeth | 0  | 2 | 0 | 2 | 0  | 4  |

| Atleta 1         | Punteggio        | Atleta 2         |
| 24 luglio, 13:00 | 24 luglio, 13:00 | 24 luglio, 13:00 |
| ---------------- | ---------------- | ---------------- |
| B. Sai Praneeth  | 0 - 2            | Misha Zilberman  |
| 26 luglio, 11:20 |                  |                  |
| Mark Caljouw     | 2 - 1            | Misha Zilberman  |
| 28 luglio, 18:00 |                  |                  |
| B. Sai Praneeth  | 0 - 2            | Mark Caljouw     |

#### Gruppo E
| Atleta         | Pt | G | V | P | SV | SP |
| -------------- | -- | - | - | - | -- | -- |
| Viktor Axelsen | 2  | 2 | 2 | 0 | 4  | 0  |
| Kalle Koljonen | 1  | 2 | 1 | 1 | 2  | 2  |
| Luka Wraber    | 0  | 2 | 0 | 2 | 0  | 4  |

| Atleta 1         | Punteggio        | Atleta 2         |
| 24 luglio, 19:00 | 24 luglio, 19:00 | 24 luglio, 19:00 |
| ---------------- | ---------------- | ---------------- |
| Viktor Axelsen   | 2 - 0            | Luka Wraber      |
| 26 luglio, 10:40 |                  |                  |
| Kalle Koljonen   | 2 - 0            | Luka Wraber      |
| 28 luglio, 18:40 |                  |                  |
| Viktor Axelsen   | 2 - 0            | Kalle Koljonen   |

#### Gruppo F
| Atleta             | Pt | G | V | P | SV | SP |
| ------------------ | -- | - | - | - | -- | -- |
| Wang Tzu-wei       | 2  | 2 | 2 | 0 | 4  | 0  |
| Nhat Nguyen        | 1  | 2 | 1 | 1 | 2  | 2  |
| Niluka Karunaratne | 0  | 2 | 0 | 2 | 0  | 4  |

| Atleta 1         | Punteggio        | Atleta 2           |
| 24 luglio, 20:00 | 24 luglio, 20:00 | 24 luglio, 20:00   |
| ---------------- | ---------------- | ------------------ |
| Wang Tzu-wei     | 2 - 0            | Niluka Karunaratne |
| 26 luglio, 20:00 |                  |                    |
| Nhat Nguyen      | 2 - 0            | Niluka Karunaratne |
| 28 luglio, 18:40 |                  |                    |
| Wang Tzu-wei     | 2 - 0            | Nhat Nguyen        |

#### Gruppo G
| Atleta           | Pt | G | V | P | SV | SP |
| ---------------- | -- | - | - | - | -- | -- |
| Jonatan Christie | 2  | 2 | 2 | 0 | 4  | 1  |
| Loh Kean Yew     | 1  | 2 | 1 | 1 | 3  | 2  |
| Aram Mahmoud     | 0  | 2 | 0 | 2 | 0  | 4  |

| Atleta 1         | Punteggio        | Atleta 2         |
| 24 luglio, 11:00 | 24 luglio, 11:00 | 24 luglio, 11:00 |
| ---------------- | ---------------- | ---------------- |
| Jonatan Christie | 2 - 0            | Aram Mahmoud     |
| 26 luglio, 20:00 |                  |                  |
| Loh Kean Yew     | 2 - 0            | Aram Mahmoud     |
| 28 luglio, 19:20 |                  |                  |
| Jonatan Christie | 2 - 1            | Loh Kean Yew     |

#### Gruppo H
| Atleta           | Pt | G | V | P | SV | SP |
| ---------------- | -- | - | - | - | -- | -- |
| Shi Yuqi         | 1  | 1 | 1 | 0 | 2  | 0  |
| Matthew Abela    | 0  | 1 | 0 | 1 | 0  | 2  |
| Sören Opti (DNS) | 0  | 0 | 0 | 0 | 0  | 0  |

| Atleta 1         | Punteggio        | Atleta 2         |
| 25 luglio, 12:40 | 25 luglio, 12:40 | 25 luglio, 12:40 |
| ---------------- | ---------------- | ---------------- |
| Shi Yuqi         | 2 - 0            | Matthew Abela    |
| 26 luglio, 19:20 |                  |                  |
| Sören Opti       | w/o              | Matthew Abela    |
| 28 luglio, 19:20 |                  |                  |
| Shi Yuqi         | w/o              | Sören Opti       |

#### Gruppo I
| Atleta                  | Pt | G | V | P | SV | SP |
| ----------------------- | -- | - | - | - | -- | -- |
| Kanta Tsuneyama         | 2  | 2 | 2 | 0 | 4  | 0  |
| Ygor Coelho de Oliveira | 1  | 2 | 1 | 1 | 2  | 2  |
| Georges Paul            | 0  | 2 | 0 | 2 | 0  | 4  |

| Atleta 1                | Punteggio        | Atleta 2                |
| 25 luglio, 10:40        | 25 luglio, 10:40 | 25 luglio, 10:40        |
| ----------------------- | ---------------- | ----------------------- |
| Kanta Tsuneyama         | 2 - 0            | Georges Paul            |
| 26 luglio, 14:00        |                  |                         |
| Ygor Coelho de Oliveira | 2 - 0            | Georges Paul            |
| 28 luglio, 19:20        |                  |                         |
| Kanta Tsuneyama         | 2 - 0            | Ygor Coelho de Oliveira |

#### Gruppo J
| Atleta                   | Pt | G | V | P | SV | SP |
| ------------------------ | -- | - | - | - | -- | -- |
| Anthony Sinisuka Ginting | 2  | 2 | 2 | 0 | 4  | 0  |
| Sergey Sirant            | 1  | 2 | 1 | 1 | 2  | 2  |
| Gergely Krausz           | 0  | 2 | 0 | 2 | 0  | 4  |

| Atleta 1                 | Punteggio        | Atleta 2         |
| 25 luglio, 13:20         | 25 luglio, 13:20 | 25 luglio, 13:20 |
| ------------------------ | ---------------- | ---------------- |
| Anthony Sinisuka Ginting | 2 - 0            | Gergely Krausz   |
| 27 luglio, 10:00         |                  |                  |
| Sergey Sirant            | 2 - 0            | Gergely Krausz   |
| 28 luglio, 18:00         |                  |                  |
| Anthony Sinisuka Ginting | 2 - 0            | Sergey Sirant    |

#### Gruppo K
| Atleta                | Pt | G | V | P | SV | SP |
| --------------------- | -- | - | - | - | -- | -- |
| Toby Penty            | 2  | 2 | 2 | 0 | 4  | 0  |
| Kantaphon Wangcharoen | 1  | 2 | 1 | 1 | 2  | 2  |
| Kai Schäfer           | 0  | 2 | 0 | 2 | 0  | 4  |

| Atleta 1              | Punteggio        | Atleta 2         |
| 25 luglio, 20:00      | 25 luglio, 20:00 | 25 luglio, 20:00 |
| --------------------- | ---------------- | ---------------- |
| Kantaphon Wangcharoen | 2 - 0            | Kai Schäfer      |
| 27 luglio, 10:40      |                  |                  |
| Toby Penty            | 2 - 0            | Kai Schäfer      |
| 28 luglio, 20:00      |                  |                  |
| Kantaphon Wangcharoen | 0 - 2            | Toby Penty       |

#### Gruppo L
| Atleta             | Pt | G | V | P | SV | SP |
| ------------------ | -- | - | - | - | -- | -- |
| Anders Antonsen    | 2  | 2 | 2 | 0 | 4  | 0  |
| Ade Resky Dwicahyo | 1  | 2 | 1 | 1 | 2  | 2  |
| Nguyễn Tiến Minh   | 0  | 2 | 0 | 2 | 0  | 4  |

| Atleta 1           | Punteggio        | Atleta 2           |
| 25 luglio, 20:00   | 25 luglio, 20:00 | 25 luglio, 20:00   |
| ------------------ | ---------------- | ------------------ |
| Anders Antonsen    | 2 - 0            | Nguyễn Tiến Minh   |
| 27 luglio, 20:00   |                  |                    |
| Ade Resky Dwicahyo | 2 - 0            | Nguyễn Tiến Minh   |
| 28 luglio, 20:00   |                  |                    |
| Anders Antonsen    | 2 - 0            | Ade Resky Dwicahyo |

#### Gruppo M
| Atleta          | Pt | G | V | P | SV | SP |
| --------------- | -- | - | - | - | -- | -- |
| Lee Zii Jia     | 2  | 2 | 2 | 0 | 4  | 0  |
| Brice Leverdez  | 1  | 2 | 1 | 1 | 2  | 2  |
| Artem Pochtarov | 0  | 2 | 0 | 2 | 0  | 4  |

| Atleta 1         | Punteggio        | Atleta 2         |
| 25 luglio, 18:40 | 25 luglio, 18:40 | 25 luglio, 18:40 |
| ---------------- | ---------------- | ---------------- |
| Lee Zii Jia      | 2 - 0            | Artem Pochtarov  |
| 27 luglio, 13:20 |                  |                  |
| Brice Leverdez   | 2 - 0            | Artem Pochtarov  |
| 28 luglio, 20:40 |                  |                  |
| Lee Zii Jia      | 2 - 0            | Brice Leverdez   |

#### Gruppo N
| Atleta      | Pt | G | V | P | SV | SP |
| ----------- | -- | - | - | - | -- | -- |
| Chen Long   | 2  | 2 | 2 | 0 | 4  | 0  |
| Pablo Abián | 1  | 2 | 1 | 1 | 2  | 2  |
| Raul Must   | 0  | 2 | 0 | 2 | 0  | 4  |

| Atleta 1         | Punteggio        | Atleta 2         |
| 25 luglio, 14:00 | 25 luglio, 14:00 | 25 luglio, 14:00 |
| ---------------- | ---------------- | ---------------- |
| Chen Long        | 2 - 0            | Raul Must        |
| 27 luglio, 10:00 |                  |                  |
| Pablo Abián      | 2 - 0            | Raul Must        |
| 28 luglio, 20:40 |                  |                  |
| Chen Long        | 2 - 0            | Pablo Abián      |

#### Gruppo P
| Atleta          | Pt | G | V | P | SV | SP |
| --------------- | -- | - | - | - | -- | -- |
| Chou Tien-chen  | 2  | 2 | 2 | 0 | 4  | 1  |
| Felix Burestedt | 1  | 2 | 1 | 1 | 2  | 2  |
| Brian Yang      | 0  | 2 | 0 | 2 | 1  | 4  |

| Atleta 1         | Punteggio        | Atleta 2         |
| 25 luglio, 10:00 | 25 luglio, 10:00 | 25 luglio, 10:00 |
| ---------------- | ---------------- | ---------------- |
| Chou Tien-chen   | 2 - 0            | Felix Burestedt  |
| 27 luglio, 19:20 |                  |                  |
| Brian Yang       | 0 - 2            | Felix Burestedt  |
| 28 luglio, 18:40 |                  |                  |
| Chou Tien-chen   | 2 - 1            | Brian Yang       |

### Fase ad eliminazione diretta
| Primo turno | Primo turno              | Primo turno | Primo turno | Primo turno |  |  | Quarti di finale | Quarti di finale         | Quarti di finale | Quarti di finale | Quarti di finale |  |  | Semifinali | Semifinali               | Semifinali | Semifinali | Semifinali |  |                           | Finale Medaglia d'Oro     | Finale Medaglia d'Oro     | Finale Medaglia d'Oro     | Finale Medaglia d'Oro     | Finale Medaglia d'Oro |
|             |                          |             |             |             |  |  |                  |                          |                  |                  |                  |  |  |            |                          |            |            |            |  |                           |                           |                           |                           |                           |                       |
| A1          | Heo Kwang-hee            |             |             |             |  |  |                  |                          |                  |                  |                  |  |  |            |                          |            |            |            |  |                           |                           |                           |                           |                           |                       |
| B1          | Bye                      |             |             |             |  |  |                  | Heo Kwang-hee            | 13               | 18               |                  |  |  |            |                          |            |            |            |  |                           |                           |                           |                           |                           |                       |
| C1          | Kevin Cordón             | 21          | 3           | 21          |  |  | Kevin Cordón     | 21                       | 21               |                  |                  |  |  |            |                          |            |            |            |  |                           |                           |                           |                           |                           |                       |
| D1          | Mark Caljouw             | 17          | 21          | 19          |  |  |                  |                          |                  |                  |                  |  |  |            | Kevin Cordón             | 18         | 11         |            |  |                           |                           |                           |                           |                           |                       |
| E1          | Viktor Axelsen           | 21          | 21          |             |  |  |                  |                          |                  |                  |                  |  |  |            | Viktor Axelsen           | 21         | 21         |            |  |                           |                           |                           |                           |                           |                       |
| F1          | Wang Tzu-wei             | 16          | 14          |             |  |  |                  | Viktor Axelsen           | 21               | 21               |                  |  |  |            |                          |            |            |            |  |                           |                           |                           |                           |                           |                       |
| G1          | Jonatan Christie         | 11          | 9           |             |  |  | Shi Yuqi         | 13                       | 13               |                  |                  |  |  |            |                          |            |            |            |  |                           |                           |                           |                           |                           |                       |
| H1          | Shi Yuqi                 | 21          | 21          |             |  |  |                  |                          |                  |                  |                  |  |  |            |                          |            |            |            |  |                           |                           | Viktor Axelsen            | 21                        | 21                        |                       |
| I1          | Kanta Tsuneyama          | 18          | 14          |             |  |  |                  |                          |                  |                  |                  |  |  |            |                          |            |            |            |  |                           |                           | Chen Long                 | 15                        | 12                        |                       |
| J1          | Anthony Sinisuka Ginting | 21          | 21          |             |  |  |                  | Anthony Sinisuka Ginting | 21               | 15               | 21               |  |  |            |                          |            |            |            |  |                           |                           |                           |                           |                           |                       |
| K1          | Toby Penty               | 10          | 15          |             |  |  | Anders Antonsen  | 18                       | 21               | 18               |                  |  |  |            |                          |            |            |            |  |                           |                           |                           |                           |                           |                       |
| L1          | Anders Antonsen          | 21          | 21          |             |  |  |                  |                          |                  |                  |                  |  |  |            | Anthony Sinisuka Ginting | 16         | 11         |            |  |                           |                           |                           |                           |                           |                       |
| M1          | Lee Zii Jia              | 21          | 19          | 5           |  |  |                  |                          |                  |                  |                  |  |  |            | Chen Long                | 21         | 21         |            |  |                           |                           |                           |                           |                           |                       |
| N1          | Chen Long                | 8           | 21          | 21          |  |  |                  | Chen Long                | 21               | 9                | 21               |  |  |            |                          |            |            |            |  | Finale Medaglia di Bronzo | Finale Medaglia di Bronzo | Finale Medaglia di Bronzo | Finale Medaglia di Bronzo | Finale Medaglia di Bronzo |                       |
| O1          | Bye                      |             |             |             |  |  | Chou Tien-chen   | 14                       | 21               | 14               |                  |  |  |            |                          |            |            |            |  |                           | Kevin Cordón              | 11                        | 13                        |                           |                       |
| P1          | Chou Tien-chen           |             |             |             |  |  |                  |                          |                  |                  |                  |  |  |            |                          |            |            |            |  |                           |                           | Anthony Sinisuka Ginting  | 21                        | 21                        |                       |

## Medagliere
| Evento           | Oro            | Argento   | Bronzo                   |
| Singolo maschile | Viktor Axelsen | Chen Long | Anthony Sinisuka Ginting |